# Христианско-исторический союз
Христианско-исторический союз (нидерл. Christelijk-Historische Unie, CHU) — протестантская христианско-демократическая политическая партия в Нидерландах. Один из предшественников партии Христианско-демократический призыв (CDA), в которую CHU влился в сентябре 1980 года.

## История

### Предыстория
В 1879 году группа ортодоксальных протестантов-реформатов, которые отделились от основной в стране реформатской церкви и образовали свою церковь, основали партию, назвав её Антиреволюционной (ARP). Она выступала за равное финансирование религиозных школ, всеобщее избирательное право и протестантскую мораль. Их основной тактикой в борьбе за власть стало стремление разорвать сотрудничество между либералами и католиками и создать союз между католиками и протестантами. ARP стала в Нидерландах первой партией с сильной централизованной структурой — до неё партии были организованы как депутатские фракции. К партии присоединились многие консерваторы, согласившиеся с частью их программы, в том числе и члены Нидерландской реформатской церкви.
На первых в своей истории выборах в 1879 году антиреволюционеры добились значительных успехов, получив 13 из 100 мест во Второй палате на выборах, хотя не все депутаты, проводившие кампанию как «антиреволюционеры», были членами ARP. После выборов 1888 года партия смогла впервые в истории сформировать коалиционный кабинет антиреволюционеров и католиков. Но на выборах 1891 года католическо-протестантская коалиция потеряла большинство. Был сформирован либеральный кабинет. Так ван Портвлит, министр внутренних дел в либеральном кабинете Ван Тинховена предложил радикальные изменения избирательного ценза, которые практически привели бы к всеобщему избирательному праву мужчин. ARP поддержала Така.
К этому времени внутри ARP возникло значительная напряжённость между ядром и консерваторами. Консервативное крыло партии были настроено антикатолически и отвергало союз с католиками; вместо этого они хотели сформировать союз с консервативными либералами. Также консерваторы выступали против расширения избирательного права, предпочитая право голосовать для мужчин-глав семей, а также поддерживая идею божественного права короля. Не устраивало консерваторов и то, что партия имеет централизованную структуру и строгую дисциплину; они предпочитали свободную ассоциацию депутатов-индивидуалистов. Различные взгляды на отношения между церковью и государством также вызывали разногласия между группами; в то время как ядро ARP придерживалось идеи сферного суверенитета, консерваторы выступали за теократию.
По этим причинам группа консерваторов во главе с Александром де Саворнином Лохманом покинула партию. Группа состояла из членов Нидерландской реформатской церкви, многие имели аристократическое происхождение. На выборах 1894 года они баллотировались как «свободные антиреволюционеры» и сформировали в парламенте собственную фракцию из шести членов. В 1896 году они основали комитет по созданию новой партии. На выборах 1897 года свободные антиреволюционеры получили пять мест. На тех же выборах одно место получила Христианско-историческая лига избирателей, ещё одна диссидентская антиреволюционная партия. В 1898 году свободные антиреволюционеры основали Свободную антиреволюционную партию (VAR). На выборах 1901 года новая партия получила девять мест, что на четыре больше, чем свободные антиреволюционеры получили в качестве индивидуальных кандидатов в 1897 году. В целом, выборы 1901 года оказались успешными для конфессиональных партий, которые получили большинство, что позволило лидеру ARP Абрахаму Кёйперу сформировать кабинет при поддержке VAR, без предоставления ей каких-либо министерских постов. Также одно место получила Фризская лига, ещё одна диссидентская антиреволюционная партия. В 1903 году VAR объединилась с Христианско-исторической лигой избирателей, образовала Христианско-историческую партию. В 1908 году Христианско-историческая партия объединилась с Фризской лигой, положив начало Христианско-историческому союзу.

### 1908—1945
Между 1908 и 1913 годами CHU поддерживал конфессиональный кабинет меньшинства ARP и Всеобщей католической лиги (ABRK). На выборах 1909 года партия получила 12 мест, что на 4 больше, чем Христианско-историческая партия и Фризская лига выиграли вместе в 1905 году. На выборах 1913 года партия потеряла 3 места. С 1913 и по 1918 год страной управлял внепарламентский кабинет, сформированный либералами при поддержке социал-демократов (SDAP). Его главной целью было проведение конституционной реформы, сочетающей в себе всеобщее избирательное право для мужчин и равную оплату за религиозные школы. В конце срока полномочий кабинета в состав кабинета вошли два министра от CHU, как относительно нейтральные политики.
На выборах 1918 года, первых после введения всеобщего избирательного права для мужчин и пропорционального представительства, партия потеряла три места. В то же время три конфессиональные партии, католики, ARP и CHU, получили пятьдесят мест, что позволило им сформировать собственный кабинет во главе с католиком де Беренбруком, в который вошли один член Христианско-исторического союза (де Виссер стал министром образования, искусств и наук) и два беспартийных сторонника CHU. В течение срока полномочий кабинета оба сторонники CHU ушли в отставку и их заменили член партии (Дирк Ян де Гер) и беспартийный сторонник CHU. На выборах 1922 года партия получила 11 мест. Всего конфессиональные партии получили 59 мест, что позволило сформировать вторйо кабинет де Беренбрука, в который вошли два члена один беспартийный сторонник CHU. В течение этого срока один министр от Христианско-исторического союза, министр финансов Де Гер, ушёл в отставку после того, как парламентарии отклонили бюджет министерства военно-морского флота. На выборах 1925 года партия вновь получила 11 мест. Ещё одно место досталось HGS, созданной выходцами из ортодоксального крыла CHU. Был сформирован кабинет ARP-ABRK-CHU во главе с Хендриком Колейном (ARP), в который вошёл министр от CHU.
В 1925 году кабинет министров преждевременно распался. Каждый год антипапистская Реформатская партия предлагала отстранить нидерландского представителя Святого Престола (символическое предложение, демонстрирующее их оппозицию Папе), которое неизменно поддерживалось CHU. В 1925 году это предложение поддержали леволиберальная Свободномыслящая демократическая лига (VDB) и SDAP, рассчитывая таким образом добиться падения кабинета и назначения досрочных выборов, по итогам которых, по их надеждам, к власти могла прийти прогрессивная коалиция. После длительных переговоров был сформирован внепарламентский кабинет министров во главе с Де Гером из CHU, с назначением ещё двух членов партии. Де Гер был выбран как опытный администратор и фигура, вызывающая меньше разногласий. На выборах 1929 года партия в третий раз подряд получила 11 мест и вошла в новый коалиционный кабинет во главе де Беренбруком, с тремя министрами, один из которых был беспартийным сторонников CHU. После выборов 1933 года, на которых партия потеряла одно место, был сформирован новый коалиционный кабинет во главе с Колейном, к которому присоединились члены Свободомыслящей демократической лиги и Либеральной государственной партии. На этот раз в правительство вошёл только один министр от CHU, ещё один член партии был назначен министром уже во время срока полномочий кабинета.
В 1930-е годы внутри партии сформировалась группа молодых членов, в том числе Пит Лифтинк, выступавших за государственное вмешательство в экономику, обосновывая эту политику на работах теолога Карла Барта, выступавшего за социальную ответственность церкви. На выборах 1937 года партия потеряла два места, но продолжала управлять страной в составе коалиции ARP-RKSP-CHU. В 1939 году был сформирован национальный кабинет из представителей трёх конфессиональных партий, SDAP и VDB. Возглавил кабинет Де Гер как опытный и уважаемый администратор. После нападения нацистской Германии на Нидерланды в 1940 году Де Гер вместе с другими министрами перебрался в Лондон, откуда попытался заключить мир с немцами вопреки воле правительства и был вынужден уйти в отставку после того как королева Вильгельмина выразила ему недоверие. Новым главой нидерландского правительства в изгнание стал член ARP Питер Гербранди, а CHU представлял в нём один министр.

### 1945—1977
После Второй мировой войны Христианско-исторический союз оказался в тяжёлом положении. Их довоенные союзники, политики-католики объединились в Католическую народную партию (KVP) и отказалась от сотрудничества с конфессиональными партиями в пользу ещё одной новой силы, социал-демократической Партии труда (PvdA), сформировав прогрессистский кабинет Шермерхорна—Дреса, в котором CHU не нашлось места. На первых после освобождения выборах в 1946 году партия сохранила за собой восемь мест, которые имела и до войны и не смогла войти в первый кабинет Бела, который также состоял только из представителей KVP и PvdA.
В новых условиях многие видные политики CHU решили положить конец пилларизации нидерландской политики, но если одни хотели объединиться с ARP, другие, как Пит Лифтинк, сделали выбор в пользу объединения прогрессистских сил, присоединившись к PvdA.
После выборов 1948 года, на которых партия получила 9 мест, её снова пригласили войти в широкую коалицию, которая объединила KVP, PvdA, CHU и новую консервативно-либеральную Народную партию за свободу и демократию (VVD), то есть все основные партии страны, за исключением Коммунистической партии Нидерландов (KPN) и ARP. Эти партии были исключены, поскольку выступали против реформ, которые намеревалась провести коалиция, включая государство всеобщего благосостояния в случае KPN и деколонизацию Голландской Ост-Индии в случае ARP. CHU поддержал эти реформы, что создало серьёзный внутренний конфликт. В кабинете Дреса—Ван Схайка CHU был представлен одим министром, а после кризиса 1951 года получил ещё одно место. По итогам выборов 1952 года был сформирован новый кабинет, в котором VVD заменила ARP, а CHU сохранила два министерских портфеля. На выборах 1956 года партия благодаря расширению парламента получила уже 13 мест (из 150). Был сформирован новый кабинет в том же составе и CHU сохранил двух своих министров. В 1959 году кабинет преждевременно пал. Временный кабинет был сформирован ARP, KVP и CHU.
После выборов 1959 года, на которых партия потеряла одно место, приняв вместе с KVP, ARP и VVD в формировании кабинетаДе Квая, в котором союз по прежнему представляли два министра. После выборов 1963 года, на которых CHU получил 13 мест, кабинет продолжил работу. В 1965 году этот кабинет пал, и был сформирован новый кабинет, без CHU и VVD, но с PvdA. Этот кабинет пал через год. В ходе избирательной кампании 1967 года ARP, CHU и KVP заявляли, что будут продолжать править вместе. CHU потерял одно место, но все же предоставил двух министров в новый коалиционный кабинет Де Йонга KVP—ARP—CHU—VVD. В этот период различия между ARP и CHU стали более выраженными: ARP стала более прогрессивной, а CHU осталась более консервативной. На выборах 1971 года новый лидер партии Бе Удинк выставил себя дураком, выдавая себя за хиппи: в результате партия потеряла два места. Всё же CHU остался в коалиционном кабинете тех же партий, к которым теперь присоединились умеренные Демократические социалисты-70, которые откололись от PbdA. Кабинет министров распался через год. По итогам выборов 1972 года CHU потерял три места и остался с семью. Более того, CHU не вошёл в новый кабинет Йопа ден Ойла, сформированный PvdA и её союзниками при участии KVP и ARP.
Тем временем продолжающаяся секуляризация общества ухудшила результаты выборов для конфессиональных партий, тем самым вынудив их начать процесс слияния. В 1974 году KVP, ARP и CHU основали федерацию под названием «Христианско-демократический призыв» (CDA) и на выборы 1977 года пошли единым списком.
Влияние бывших членов CHU внутри CDA было сравнительно невелико. Хотя в Христианско-демократическом призыве были отдельные видные политики, начавшие карьеру в CHU, лучше организованные выходцы из KVP и ARP пользовались гораздо большим влиянием внутри партии.

## Идеология
Идеология Христианско-исторического союза (CHU) во многом была аналогичной Антиреволюционной партии (ARP), второй основной протестантской партии, от которой Союз отличался большей консервативностью и своими взглядами по организационным вопросам и партийной дисциплине.
Между 1908 и 1918 годами CHU был более консервативной и более антипапской, чем АРП, которая была ориентирована на сотрудничество с католиками. CHU также более скептически относился к всеобщему избирательному праву. В период с 1918 по 1940 год обе партии занимали схожие позиции по большинству вопросов, например, выступали за сильную оборону и финансовый консерватизм, разногласия между ними были в основном религиозными. В вто время как ARP была тесно связана с Реформатскими церквями в Нидерландах, в то время как CHU ориентировалась на консервативные круги Нидерландской реформатской церкви и других неприсоединившихся церквей. Можно утверждать, что CHU склонен быть «одновременно более сложным и (…) более догматичным», чем ARP.
После Второй мировой войны Христианско-исторический союз сдвинулся к центру нидерландской политической сцены. Между 1945 и 1960 годами разногласия между ARP и CHU были связаны с деколонизацией Голландской Ост-Индии: в то время как ARP была категорически против этого, CHU прагматично подходил к этому вопросу, позиционируя себя как «центристскую партию» и описывалась в средствах массовой информации именно так.
В 1960-х и 1970-х годах уже ARP стала более центристской, в то время как CHU стала подчёркивать свой консерватизм. Однако интересно, что Христианско-исторический союз не использовал определённый политический ярлык, как было подчёркнуто в докладе, опубликованном в 1967 году, в котором партия описывалась как не консервативная и не прогрессистская, не правая и не левая, а как политическая партия, которая хотела служить всем людям. Левое крыло партии хотело, чтобы партия стала прогрессистской партией и тесно сотрудничала с Партией труда и другими христианскими демократическими партиями (так, Коос Хёйсен, первый паралментарий в мире, совершивший камин-аут, покинул партию из-за её отказа поддержать левоцентристский кабинет ден Ойла); однако большинство партии хотело продолжить правоцентристский курс.
В целом политический курс партии можно рассматривать как умеренно-консервативный и христианско-демократический. CHU рассматривал правительство как слугу Божьего и подчёркивал особую роль Нидерландов с их историей протестантизма. Партия была консервативной в социальных и этических вопросах, отвергая разводы и защищая религиозные школы. В то же время она поддерживала государственные школы, полагая, что они должны быть основаны на христианских принципах. После Второй мировой войны Союз занял более социально прогрессивную позицию и поддержал создание государства всеобщего благосостояния. В то же время, CHU был консервативным в финансовом отношении, сочетая поддержку государства всеобщего благосостояния с жёстким бюджетным контролем. Партия всегда занимала твёрдую позицию в пользу закона и порядка и неизменно поддерживала нидерландскую монархию.

## Лидеры
- 9 июля 1908 — 8 февраля 1921 — Александр де Саворнин Лохман[нидерл.] (1837—1924), магистр права, член Второй палаты (1894—1921), парламентский лидер (1908—1921), председатель партии (1908—1910), государственный министр (1909—1924).
- 8 февраля 1921 — 8 июля 1929 — Йоханнес Теодор де Виссер[нидерл.] (1857—1932), реформатский пастор, член Второй палаты (1906—1918, 1922, 1925—1929), председатель партии (1910—1918), парламентский лидер (1925—1929), первый в истории Нидерландов министр образования, искусств и наук (1918—1925), государственный министр (1931—1932).
- 8 июля 1929 — 3 сентября 1940 — Дирк Ян де Гер (1870—1960), журналист, член Второй палаты (1907—1921, 1922, 1933—1939), мэр Арнема (1920—1921), министр, в том числе, трижды министр финансов, Председатель Совета Министров (1926—1929 и 1939—1940), парламентский лидер и председатель партии (1933—1939).
- 3 сентября 1940 — 15 мая 1963 — Хендрик Тиланус[нидерл.] (1884—1966), офицер, преподаватель артиллерийского дела в Королевской военной академии (1913—1919), член Второй палаты (1922—1963), парламентский лидер (1939—1963), председатель партии (1939—1958)
- 15 мая 1963 — 5 апреля 1967 — Хенк Бернинк[нидерл.] (1910—1979), член Второй палаты (1946—1967), председатель партии (1958—1966), парламентский лидер (1963—1967), министр внутренних дел (1967—1971).
- 5 апреля 1967 — 20 июня 1970 Юр Меллема[нидерл.] (1923—2017), фермер, инженер по образованию, член Второй палаты (1959—1972).
- 20 июня 1970 — 6 июля 1971 — Бе Удинк[нидерл.] (1926—2016), экономист и предприниматель, министр внешней торговли (1967—1971), член Второй палаты и парламентский лидер (1971), министр жилищного строительства и окружающей среды (1971—1973), министр транспорта, общественных работ и водного хозяйства (1972—1973).
- 6 июля 1971 — 1 апреля 1972 — Юр Меллема.
- 1 апреля 1972 — 1 июля 1973 — Арнольд Тиланус[нидерл.] (1910—1996), сын Хендрика Тилануса, врач, член Второй палаты (1963—1977), председатель партии (1966—1968), парламентский лидер (1968—1969 и 1972—1973).
- 1 июля 1973 — 25 мая 1977 — Рулоф Крёйсинга[нидерл.] (1922—2012), врач-отоларинголог, эксперт в области общественного здравоохранения, администратор здравоохранения, член Второй палаты (1972—1977), парламентский лидер (1973—1977), министр обороны (1977—1978), вице-президент ВОЗ.

С 25 мая 1977 года и по 27 сентября 1980 года официально партийного лидера у Христианско-исторического союза не было в связи с объединением трёх христианский партий. Хотя новая объединённая партия была официально основана 11 октября 1980 года, Дрис ван Агт был первым совместным партийным лидером и лидером объединённого списка ARP, CHU и KVP на выборах во Вторую палату 1977 года.

## Структура
В отличие от ARP, Христианско-исторический союз лояльнее относился к участию женщин в политике. В 1922 году во Вторую палату была избрана баронесса Кац, первая женщина-депутат от протестантских партий. В 1935 году был создан Центр христианско-исторических женских групп (Centrale van Christelijk Historische Vrouwengroepen), первым президентом которого стала баронесса Кац. После войны женское движение CHU возглавила г-жа Вттевал ван Стётвеген. Христианско-исторические женские группы издавали свой журнал Vrouwengeluiden.
Действовала при партии и своя молодёжная организация: Федерация христианско-исторической молодёжи (Federatie van Christelijk Historische Jongeren), издававшая свой журнал De Christelijk-Historische Jongeren.

## Электорат
Наибольшей популярностью CHU пользовался в провинциях Фрисландия, Зеландия и Оверэйссел. В частности, оплотами партии были запад и юго-запад Фрисландии, нынешние Стенвейкерланд, Зёйд-Бевеланд, Валхерен, Маркен и Велюве.
В 1946 году Христианско-исторический союз насчитывал около 30 000 членов. Затем численность партии стала расти и в первой половине 1960-х годов стабилизировалась на уровне 50 000 человек. Затем количество членов партии стало сокращаться и к конце 1979 года, незадолго до вхождения в состав Христианско-демократического призыва, численность CHU сократилась почти вдвое, до 26 000 членов.
В электорате CHU произошли со временем три решающих изменения, особенно в отношениях с ARP, другой протестантской партией. Хотя здесь указаны даты, изменения были постепенными. В первый период истории партии, с 1908 по 1917 год Христианско-исторический союз преимущественно обращался к дворянству, землевладельцам, офицерству и чиновничеству. После введения всеобщего избирательного права, в период между 1917 и 1967 годами, CHU переориентировался на паству Нидерландской реформатской церкви. В период между 1967 и 1977 годами, во времена секуляризации и депилларизации, партия стала делать ставку на консервативно настроенных избирателей.

## Участие в выборах
В нижеприведённых таблицах показаны результаты Христианско-исторического союза на выборах в Первую и Вторую палаты Генеральных штатов.
| Год  | Лидер списка                 | Место | Голоса  | %     | Мандаты   | +/- | Правительство |
| ---- | ---------------------------- | ----- | ------- | ----- | --------- | --- | ------------- |
| 1909 | Александр де Саворнин Лохман | 5-е   | 63 306  | 10,62 | 12 из 100 | ▲4  | Коалиция      |
| 1913 | Александр де Саворнин Лохман | 5-е   | 79 811  | 10,38 | 9 из 100  | ▲3  | Коалиция      |
| 1917 | Александр де Саворнин Лохман | 6-е   | н/д     | н/д   | 9 из 100  | ▬   | Коалиция      |
| 1918 | Александр де Саворнин Лохман | 4-е   | 88 039  | 6,56  | 7 из 100  | ▼2  | Коалиция      |
| 1922 | Йоханнес Теодор де Виссер    | 4-е   | 318 669 | 10,88 | 11 из 100 | ▲4  | Коалиция      |
| 1925 | Йоханнес Теодор де Виссер    | 4-е   | 305 587 | 9,90  | 11 из 100 | ▬   | Оппозиция     |
| 1929 | Дирк Ян де Гер               | 4-е   | 354 548 | 10,49 | 11 из 100 | ▬   | Коалиция      |
| 1933 | Дирк Ян де Гер               | 4-е   | 339 808 | 9,13  | 10 из 100 | ▼1  | Коалиция      |
| 1937 | Дирк Ян де Гер               | 4-е   | 302 829 | 7,46  | 8 из 100  | ▼2  | Коалиция      |
| 1946 | Хендрик Тиланус              | 5-е   | 373 217 | 7,84  | 8 из 100  | ▬   | Оппозиция     |
| 1948 | Хендрик Тиланус              | 4-е   | 453 226 | 9,19  | 9 из 100  | ▲1  | Коалиция      |
| 1952 | Хендрик Тиланус              | 4-е   | 476 195 | 8,92  | 9 из 100  | ▬   | Коалиция      |
| 1956 | Хендрик Тиланус              | 5-е   | 482 915 | 8,43  | 13 из 150 | ▲4  | Коалиция      |
| 1959 | Хенк Бернинк                 | 5-е   | 486 429 | 8,11  | 12 из 150 | ▼1  | Коалиция      |
| 1963 | Хенк Бернинк                 | 5-е   | 536 782 | 8,58  | 13 из 150 | ▲1  | Коалиция      |
| 1967 | Хенк Бернинк                 | 5-е   | 560 467 | 8,15  | 12 из 150 | ▬   | Коалиция      |
| 1971 | Бе Удинк                     | 6-е   | 399 164 | 6,32  | 10 из 150 | ▼2  | Коалиция      |
| 1972 | Арнольд Тиланус              | 6-е   | 354 463 | 4,79  | 7 из 150  | ▼3  | Оппозиция     |

| Год       | Место | Голоса | % | Мандаты | +/- |
| --------- | ----- | ------ | - | ------- | --- |
| 1910      | 4-е   |        |   | 5 из 50 | ▲1  |
| 1913      | 4-е   |        |   | 4 из 50 | ▼1  |
| 1916      | 4-е   |        |   | 4 из 50 | ▬   |
| 1917      | 4-е   |        |   | 4 из 50 | ▬   |
| 1919      | 4-е   |        |   | 4 из 50 | ▬   |
| 1922      | 3-е   |        |   | 7 из 50 | ▲3  |
| 1923      | 4-е   |        |   | 7 из 50 | ▬   |
| 1926      | 3-е   |        |   | 7 из 50 | ▬   |
| 1929      | 3-е   |        |   | 7 из 50 | ▬   |
| 1932      | 3-е   |        |   | 7 из 50 | ▬   |
| 1935      | 3-е   |        |   | 7 из 50 | ▬   |
| 1937      | 4-е   |        |   | 6 из 50 | ▼1  |
| 1946      | 5-е   |        |   | 5 из 50 | ▬   |
| 1948      | 4-е   |        |   | 5 из 50 | ▬   |
| 1951      | 4-е   |        |   | 6 из 50 | ▲1  |
| 1952      | 4-е   |        |   | 6 из 50 | ▬   |
| 1955      | 4-е   |        |   | 6 из 50 | ▬   |
| июнь 1956 | 4-е   |        |   | 6 из 50 | ▬   |
| окт. 1956 | 4-е   |        |   | 8 из 75 | ▲2  |
| 1960      | 5-е   |        |   | 8 из 75 | ▬   |
| 1963      | 4-е   |        |   | 7 из 75 | ▼1  |
| 1966      | 4-е   |        |   | 7 из 75 | ▬   |
| 1969      | 4-е   |        |   | 8 из 75 | ▲1  |
| 1971      | 4-е   |        |   | 7 из 75 | ▼1  |
| 1974      | 4-е   |        |   | 7 из 75 | ▬   |